# Paul Gherasim
Paul Gherasim (n. 25 iunie 1925, Botești, Suceava – d. 3 august 2016[1], București) a fost un pictor creștin român.

## Mărturisire
„Arta este bucuria de a fi împreună întru cuvânt și armonie.”—Paul Gherasim 

## Studii
A studiat desenul cu pictorul Nicolae Dărăscu, iar pictura cu Jean Alexandru Steriade, la Academia de Arte Frumoase din București, între anii 1943-1947. Din anul 1946 a participat la principalele expoziții oficiale. Prima expoziție personală a avut loc în 1966 la Galeria Galateea.

În 1985, Paul Gherasim întemeiază Grupul „Prolog”, împreună cu Horea Paștina, Mihai Sârbulescu, Cristian Paraschiv și Constantin Flondor.

## Expoziții personale
- 1966 - Galeria Galateea, București;
- 1972 - „Bolți de lumină”, opt pânze, Galeria Amfora, București;
- 1995 - Galeria Catacomba,(selecție retrospectivă), București;
- 2005 - Prologos, Palatele Brâncovenești Mogoșoaia de la Porțile Bucureștilor, Mogoșoaia (reluarea temei „Bolți de lumină”)
- 2013 - „Urme de pictură”, Galeria Anticariat Curtea Veche, București[4];
- 2014 - „Început de dialog între doi pictori: Cristian Dițoiu - Paul Gherasim, Galeria Anticariat Curtea Veche, București[5]

## Expoziții de grup - Prolog
- 1985, 1986, 1987, 1989, 1990 - Galeria „Căminul Artei”, București;
- 1991 - Galeria „Artexpo”, București, (în cadrul Expoziției „Filocalia”);
- 1992, 1996 - Galeria „Catacomba”, București;
- 1994 - Arte Fiera- „Seduzione della Differeza”, Bologna;
- 1994 - Institutul Român de Cultură și Cercetări Umaniste, Palazzo Correr, Veneția, Italia;
- 1994 - Muzeul de Artă Timișoara (în cadrul Expoziției „Orient- Occident”);
- 1995 - Limasol, Cipru;
- 1996, 1999, 2002 - Galeria 28, Timișoara;
- 2000 - Galeria Ludovic, București;
- 2001, 2004 - Galeria Anticariat Curtea Veche, București;
- 2004 - Muzeul de Artă Arad;
- 2006 - Expoziția „Prolog 20 de ani”, Muzeul de Artă, Alba-Iulia.
- 2010 "Prolog – 25 de ani", Galeria Anticariat Curtea Veche, București
- 2010 - Galeria Zikkurat, Teatrului Național și Palatului Artelor din Budapesta
- 2012 - Prolog – „Alb și flori de măr”, Galeria Anticariat Curtea Veche, București[6]

## Expoziții de autor (Artă Comparată)
- 1968 „Luchian înnoitorul” (în colaborare cu Theodor Enescu), Muzeul Simu, București;
- 1973 „Permanențe ale artei românești”, Muzeul Satului, București.
- 1974 „Sinteze de artă românească”, Muzeul Județean Suceava.
- 1978 „Studiu I (în colaborare cu Ion Grigorescu, Coriolan Babeți, Constantin Flondor), Galeria Bastion, Timișoara.
- 1980 „Secole de continuitate în arta românească”. Muzeul Județean Râmnicu-Vâlcea.
- 1981 „Studiu II (în colaborare cu Ion Grigorescu, Coriolan Babeți, Constantin Flondor), Galeria Bastion, Timișoara.
- 1991 „Spațiul spiritual al satului românesc”, Muzeul Național de Artă, București. 1994 „Trecut-Prezent” și „Pentru Eminescu”, Galeria Catacomba, București.
- 2003 „Străvezimea satului românesc”. Muzeul țăranului român, București.
- 2005 „Grupul Ioan Andreescu la 50 de ani”, Așezămîntul Stavropoleos, București.

## Premii și titluri
- 1946 - Premiul al 2 lea al „Salonului de Primăvară”, pentru Pictură
- 1961 - Premiul pentru Pictură, al Uniunii Artiștilor Plastici
- 1972 - Premiul Revistei „Arta”
- 1979 - Marele Premiu al Uniunii Artiștilor Plastici
- 1995 - Premiul „Ioan Andreescu”, al Academiei Române
- 2000 - Ordinul național „Steaua României” în grad de Comandor (1 decembrie 2000) „pentru realizări artistice remarcabile și pentru promovarea culturii, de Ziua Națională a României”[7]
- 2002 - Crucea Patriarhală, Distincție acordată de Patriarhia Română
- 2006 - Premiul Revistei „Cuvântul”

## Aprecieri
- Sorin Dumitrescu: (...) Oglinzi ale inimii, artele vizuale reflectă și ele cu fidelitate războiul nevăzut dintre îngeri și demoni. Se pare că cei din urmă își revendică cu ferocitate tocmai cuprinsul imaginii plastice.

Deloc echidistant, Paul Gherasim ține neabătut partea îngerilor. Pentru el, bunăoară, capodopera (dacă e să nu fie doar un ifos romantic, fără suport în realitatea robustă a artei) poate fi, cel mult, un alt nume dat capitulării provizorii a puterilor întunericului și nicidecum expresia ireductibilă a vreunui moment suprem sau icoana unui stop-cadru privilegiat al disputei angelice.
În consecină, „smerenia estetică” și probitatea simplă și neafectată a lucrării pictorului se cuvin să denunțe, laolaltă cu îngerii nevăzuți, manifestările văzute, „materializările” plastice ale demonilor(...).
- (...) Confruntat cu asemenea exigențe străine de lume care, fără echivoc, angajează însăși perspectiva eshatologică a faptului pictural, Paul Gherasim știe prea bine că, exceptând icoana, ideea unei arte în stare să exorcizeze prin frumusețe forțele întunericului este o pură superstiție culturală. Atât timp cât frumusețea este netămăduită, arta nu numai că nu poate exorciza ci, dimpotrivă, trebuie grabnic exorcizată. [8]

- Radu Bogdan:[...] „Personalitate complexă, contradictorie, persuasivă, voluntară și adesea coercitivă, prin excelență om de bun gust, de rafinament și de surprinzătoare putere de asociație capabilă să atingă zone de comparație de nimeni explorate până la el și soldate cu rezultate de o uimitoare acuitate și relevanță, Paul Gherasim doar cu greu poate fi cuprins în totalitatea virtuților sale. Dispunând de o cultură vizuală foarte bogată, deschis exercițiilor experimentale dar păstrând necontenit o măsură rațională, echilibrat cumpănitoare, de natură să opereze o sinteză între figurativ și abstract, mereu sugestivă și marcată de o amprentă personală, el și-a câștigat o autoritate incontestabilă, ilustrată printr-o seamă de acțiuni, uneori de foarte vastă cuprindere, urmate de consecințe benefice.

Profund subiectiv, ca orice creator, încrezător în sine dincolo de și numai o slab afișată reținere, mai curând aparentă și circumstanțială decât născută din convingere, Paul Gherasim rămâne un personaj secret, pătruns de mister. Se mișcă fără zgomot, deplasându-se cu discreție și manifestând o prudență mascată de intensitatea inițiativelor și proiectelor cărora li se dedică, dovedindu-se capabil să devină un combatant energic. Nu este totuși un luptător consecvent în slujba cauzelor drepte; instinctiv, preferă să se abțină decât să riște, înclinat să deranjeze cât mai puțin și să nu se pronunțe. Iar când se pronunță, nu o face mai niciodată în scris, ci verbal. Opiniile sale circulă, fără să lase o mărturie concretă. Nu pot fi captate documentar și invocate ca argument. Asta, acolo unde e vorba de un proces eminamente conflictual, în care domină răul, minciuna, spiritul distructiv. Confruntat cu o luare de atitudine, acordă prioritate împăciuirii necondiționate, retragerii în tăcere.
Toate acestea merg mână în mână cu o extraordinară sensibilitate, cu o dragoste sinceră pentru frumos, cu o cucernicie care nu se reduce la aparențe, fiind însoțită de fapte concrete, de natură să-i ceară nu o dată lepădarea de sine. Exemplul cel mai convingător îl oferă devoțiunea cu care i se consacră Bisericii Stavropoleos, căreia îi dăruiește zi de zi un sprijin neprecupețit, tradus în acțiuni de tot felul menite să-i sporească belșugul zestrei spirituale (și nu numai!), de la obiecte de cult până la opere de artă plastică, de la documente și cărți până la înscrisuri străvechi și multe altele încă, Paul Gherasim secondându-l pe părintele Justin Marchiș în ceea ce acesta și-a propus să realizeze întru gloria sfântului lăcaș, monument unic în felul său, bijuterie arhitecturală de prim ordin a vechilor și noilor București, ba chiar în însemnată măsură a întregii Românii.
Credincios originii sale sucevene modeste, pe care nu și-a renegat-o niciodată, sărbătoritul de astăzi este un mare iubitor al țăranului român, pentru care are un cult ce depășește realitatea zilelor noastre, hrănindu-se substanțial din trecut. Din acest punct de vedere, tot ce înseamnă tradiție și respect pentru ea se înscrie afectiv în orbita lui sufletească, fără a aluneca însă în tradiționalism. Dacă ar fi să-l apropiu, sub raportul afinității și al celor cu care ar constitui o familie, de un pictor contemporan străin, acela e italianul Giorgio Morandi (Bolognia, 1890-1964, autor îndeosebi de austere naturi moarte, puternic creatoare de atmosferă și puritate expresivă, aliate cu simplitatea și eleganța, dominate de tonalități în surdină și de un colorit sobru, împănat de griuri). Nici o mirare așadar de prețuirea trainică ce i-o manifestă lui Andreescu.
Artist înainte de toate - la care factorul contemplativ joacă în repetate rânduri un rol de frunte - îl vedem că în fața modelului din natură apelează mai puțin la știință cât optează pentru intuiție, pentru ceea ce îi dictează percepțiile sensibile; uneori acestea îl trădează pentru că nu sunt controlate cu o rigoare științifică. De aceea ne-am ciocnit adesea pe terenul expertizei, domeniu care nu se poate dispensa de aportul științei, deși operează în egală măsură cu cel al intuiției. Intuiția poate fi însă înșelătoare dacă sfidezi aportul lecturii demne de credit. Intuiție și cunoaștere trebuie să alcătuiască un corolar, lege de care eroul nostru refuză prea des să țină seama.

## Opera
- Dan Hăulică - Purpură pentru Logos: Spre sfârșitul anilor '80, printre injoncțiunile de care avură parte artiștii, la manifestări de grafică, una, acerb operativă, își tranșa scurt interdicția, ca un ukaz: „Tot ce are text nu poate fi expus”. Spaima de cuvânt, zguduind până în temelii eșafodul totalitar explica accesele de lugubră vigilență, pornirile intratabil bănuielnice, zelul bolnav care nu se dădea înapoi nici în fața vitalității trimfătoare din comediile lui Caragiale.

Delirul de suspiciune, culpabil întreținut, fără de scrupul, îi ieșea totuși în cale, imprevizibil, câte o inscripție proclamând curajos apartenența tăriile duhului, la ceea ce merită să ne fie, din înalt, în chip primordial, călăuză. Oricât ar fi părut expus unei condiții singulare, poetul Ioan Alexandru nu pregeta, în acei ani, să invoce Logos-ul, legănat în scrisuri și în zicerile lui, ca într-o spumegare inițiatică.
Înțelesul acesta grav stăruie și în afirmările cărora li s-a devotat pictorul Paul Gherasim, atunci când a simțit nevoia, unui tipar active de solidaritate, între el și alți pictori, afini prin cuget și atitudine. Numele Grupului Prolog, ce figurează și în exerga actualei expoziții personale, deschisă la Muzeul Palatelor Brâncovenești Mogoșoaia, nu are o îndreptățire de tehnicism estetic, nu se revendica de la analogii din istoria spectacolului – cutare parte precedand intrarea Corului, la antici, ori articulând uvertura și primul act, în partiturile tragediei lirice, cum o elaborase clasicismul. Dacă adopta scriitura greacă, Prologos și o întipărește în suprafața efigiei pictate, ca urma a unei strădanii impavide, calm încrezătoare, este pentru că, astfel, devenite un soi de labarum al dreptei vestiri, tablourile să desfacă, mereu emergența din axul lor constructiv, o trimitere irezistibilă către Logos.
Nu la un preambul expozitiv conlucrează, deci, literele inscripției picturale, ci la o reiterată simbolizare a nașterii din vecie. Un dor de absolut infioară inefabil liniștea fosforescentă a suprafetelor, pictorul se face ecou, tainic, cutremurului din enunțul grandios al lui Ioan Evanghelistul: La început era Cuvântul și Cuvântul era la Dumnezeu și Dumnezeu era Cuvântul… 
Orice întrezărire descriptivă ar fi neavenită, sub incidența unor asemenea postulate. Parcă spre a le pipăi întinderea, ce desfide măsurile pusilamine, penelul pictorului se exerseaza uneori rotunjind variabil scriitura, amplificând necanonic semnele de 'o micron, trecute în omega. Subjacent, acționează ca o incitație semnul de infinit, nodul lui aruncat între extremele totalizate, intre alpha și omega. Literele prinzând în acolada lor universalitatea timpului – marcând începutul și sfârșitul a toate - stau firesc in simbolica acestei picturi; unde se regăsesc deseori, structurate, crucea si monograma christica, precum altadata în faimosul standard al lui Constantin Imparatul.
Cât despre lambda, inițiala de la Logos, impostația literei în tablou o transforma intr-o veritabila cumpana, bine proptita vertical, care ar putea rostui, in chip fundator, versantii timpului. Ultimele panze, concluzia ansamblului care s-a decantat pe zidurile albe de la Mogosoaia, poarta aceasta secreta energie hieroglifica pana la culmi de radicala strictețe. Ii solicita privitorului un matur exercitiu spiritual, il cheama spre o intuitie care e densa si pura totodata. 
Ernst Jünger își imagina, intr-un rand, despre texte de adanc augur, ca nu-si dezvaluie inscriptiile decat aidoma unor transparente, lizibile doar in prezenta flacarilor. M-am gandit la aceasta fascinanta supozitie, langa panzele unde Paul Gherasim parea sa fi incorporate un foc subtil, devenit racoare cosmica: bogat fara scorii si fara emfaza materiala, vibrant, insa, desavarsit ca o entelechie. 
Mi le arata cu o bucurie neascunsa, proprie artistului lucid, de aleasa cultura. Dar le proiecta pe un ecran impersonal de impliniri, in care speta picturii se lasa, ea, sarbatorita, mai mult decat individual ce fusese in stare sa le izbandeasca. In Paul Gherasim picture nu-si voieste satisfactia unor orgolii de autor. Purpura pe care mi-o exalta, in cutare tablou, nu e acolo pentru vreo slava mundane, ci pentru a celebra ritualurile unei devotiuni obstinate, capabila de asprimi mortificatoare.
Daca ii repugna planturoasa opulenta si intarzierea intr-o ipostaza artistica amenintata de confortul simplei manualitati, facil incantata de sine, Paul Gherasim nu intelege sa le opuna practica unui cerebralism provocator, de tip Marcel Duchamp, neantul cultivat cu delicii perverse. El isi poate speria confratii, prefacandu-se dornic de renuntari nemiloase, ca un Savonarola pus pe autodafeuri care sa pedepseasca epicureismul si superfetatia estetica. Rareori , insa, am intalnit artisti care sa sufere ca el pentru o veniala greseala de gust ori pentru o gafa, in alcatuirea sintezei. Cu acest apetit nestins , de propuneri expozitionale exemplar infaptuite, actiunea lui, vreme de cateva decenii, s-a inserat benefic in efortul de a insanatosi viata artistica. Osardia lui se recunoaste elocvent in pledoaria pentru calitate pe care o semnificau expozitii de rascruce Țuculescu, la Dalles, sub obladuirea ministrului Pompiliu Macovei , moment de fecunda ruptură in continuitatea plasticii noastre , sau Luchian înnoitorul, dusa la capat impreuna cu specialistul riguros care a fost Theodor Enescu . La fel, fervoarea indăratnică pe care Gherasim a arătat-o constant fată de Ion Andreescu, gasindu-i inaintasi pană departe, in Nicolae Polcovnicu și iconarii de demult, intră in achizitiile salubre ale gustului public. Un regim al adevărului sufletesc, peste conventii parazitare, se desprindea si in expozitiile Studiu, pe care le-am organizat impreuna la Timisoara, gazda entuziasta fiindu-ne Coriolan Babeti.Amestecul caracteristic lui Gherasim, de mansuetudine si originala determinare, avea să rodească și in alte initiative, in muzeele de arta comparată, de el „inchipuite” - cum ar fi spus Dinicu Golescu la Râmnicu-Valcea ori Suceava. Iată de ce expozitia din Palatul Brancoveanului citită ca un manifest al puritătii, dar si ca ocazia unui legitim rapel, care să ne fortifice memoria. 
Sub aparența unui minimalism fără concesii, al unei reducții parcimonioase, inaintarea lui Paul Gherasim promovează un soi de acuitate eficace.Aș indrăzni să folosesc și in cazul lui, ca și in acela al lui Marcel Dechamp, o formulă pătrunzătoare, ceea ce s-a numit une strategie du peu. Putinătatea voluntară presupune insă, la el, nucleul unei interiorităti spirituale, ca o ascunsă făgăduintă de ordin radioactiv. 
Lambda, inițiala declanșând lectura numelui care e Logos, avea în Hellada și un echivalent numeric. Atunci când își afla sus accentul, litera răspundea valorii 30; dar coborât, accentul urca valoarea la 30 000. Oare, la prietenul nostru, sub cerul creștin care pogoară asupra exigenței sale neabătute, calitativul se poate lăsa elitar restrâns, înspre un coeficient retractil ? Cunoscându-l de ani lungi, încrucișându-ne nu o data pașii, în tensiuni cordiale, n-am reținut nicicând în figura lui Paul vreo oboseală care să-l refuze ofrandei, de timp și de elan. Îl văd mereu gata să acualizeze amplu calitate, să vizeze cifrul ei invidiat nu sub specie egoist restrictivă, ci dimpotrivă, genelos dăruit, întors fără alterare înspre vast și ubicuu.

## Imagini din Expoziția „Cunoaștere și Construcție”
- http://www.sensotv.ro/video/10022/Paul-Gherasim--Cunoastere-si-constructie.html Arhivat în 24 ianuarie 2010, la Wayback Machine.